# Mycetina cruciata
Mycetina cruciata là một loài bọ cánh cứng trong họ Endomychidae. Loài này được Johann Gottlieb Schaller miêu tả khoa học năm 1783.